# Виже, Мари-Альберт
Мари-Альберт Виже (фр. Albert Viger; 19 октября 1843, Жаржо — 8 июля 1926, Шатонеф-сюр-Луар) — французский политический и государственный деятель, министр сельского хозяйства Франции (1893—1895, 1895—1896, 1898—1899), медик, врач. Доктор медицины.

## Биография
Сын врача. Изучал медицину в Париже, в 1862 году стал доктором медицины. Занимается своей профессией в Шатонеф-сюр-Луар. Во время франко-германской войны 1870 года служил врачом в армии. Был муром Шатонеф-сюр-Луар.
В 1885 году избран в палату депутатов и примкнул к радикальной левой фракции, но главная его деятельность состояла в защите аграрного протекционизма. В этом он шёл всегда вместе с Мелином. В 1892 году ездил в Алжир для изучения вопроса об улучшении расы овец; по возвращении представил доклад на эту тему, за которым признаётся серьезное научное значение. В январе 1893 года был назначен министром земледелия в кабинете Рибо, сохранил это место в 1-м кабинете Дюпюи (апр. 1893), в кабинете Казимира Перье(декабрь 1893) и во 2-м кабинете Дюпюи (май по ноябрь 1894). 
Он содействовал развитию агрономического образования в народе, кредита для земледельцев и т. д. При образовании кабинета Бриссона в июне 1898 года занял в нём место мининистра земледелия и сохранил его в 3-м кабинете Дюпюи (ноябрь 1898 — июнь 1899).
Член Сената Франции.